# Cremnocryptus arrogans
Cremnocryptus arrogans är en stekelart som först beskrevs av Smith 1865.  Cremnocryptus arrogans ingår i släktet Cremnocryptus och familjen brokparasitsteklar. Inga underarter finns listade i Catalogue of Life.